# Mariehäll
Mariehäll – dzielnica (stadsdel) Sztokholmu, położona w jego zachodniej części (Västerort) i wchodząca w skład stadsdelsområde Bromma. Graniczy z dzielnicami Ulvsunda industriområde, Riksby i Bällsta oraz z gminą Sundbyberg.
Według danych opublikowanych przez gminę Sztokholm, 31 grudnia 2020 r. Mariehäll liczyło 9609 mieszkańców. Powierzchnia dzielnicy wynosi łącznie 0,74 km², z czego 0,02 km² stanowią wody.